# Bocca di lupo (nodo)
La bocca di lupo è un nodo utile per fissare un anello di corda a un palo o a un anello. Può essere usato per legare un singolo capo di corda a un oggetto ma è molto meno resistente di nodi come il parlato.

## Origine
La bocca di lupo era conosciuto fin dal primo secolo dal medico greco Heraklas, che lo descrisse in una monografia dedicata ai nodi ad uso chirurgico.

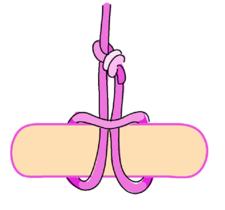
Bocca di lupo fermata con un altro nodo per impedirne il cedimento

## Varianti
Una bocca di lupo può essere usata per fissare provvisoriamente un capo di una corda a un oggetto, come un palo, lasciando l'altro libero; in questo modo viene talvolta utilizzato per legare del bestiame (per questo in inglese è chiamato cow hitch). Per impedire però che il capo libero scorra però è opportuno fissarlo all'altro con un altro nodo.
Facendo fare alla corda un giro di più intorno all'oggetto preso dal nodo si ottiene un Prusik